# Anartodes algida
Anartodes algida är en fjärilsart som beskrevs av Lefèbvre 1836. Anartodes algida ingår i släktet Anartodes och familjen nattflyn. Inga underarter finns listade i Catalogue of Life.